# Lynn Chadwick

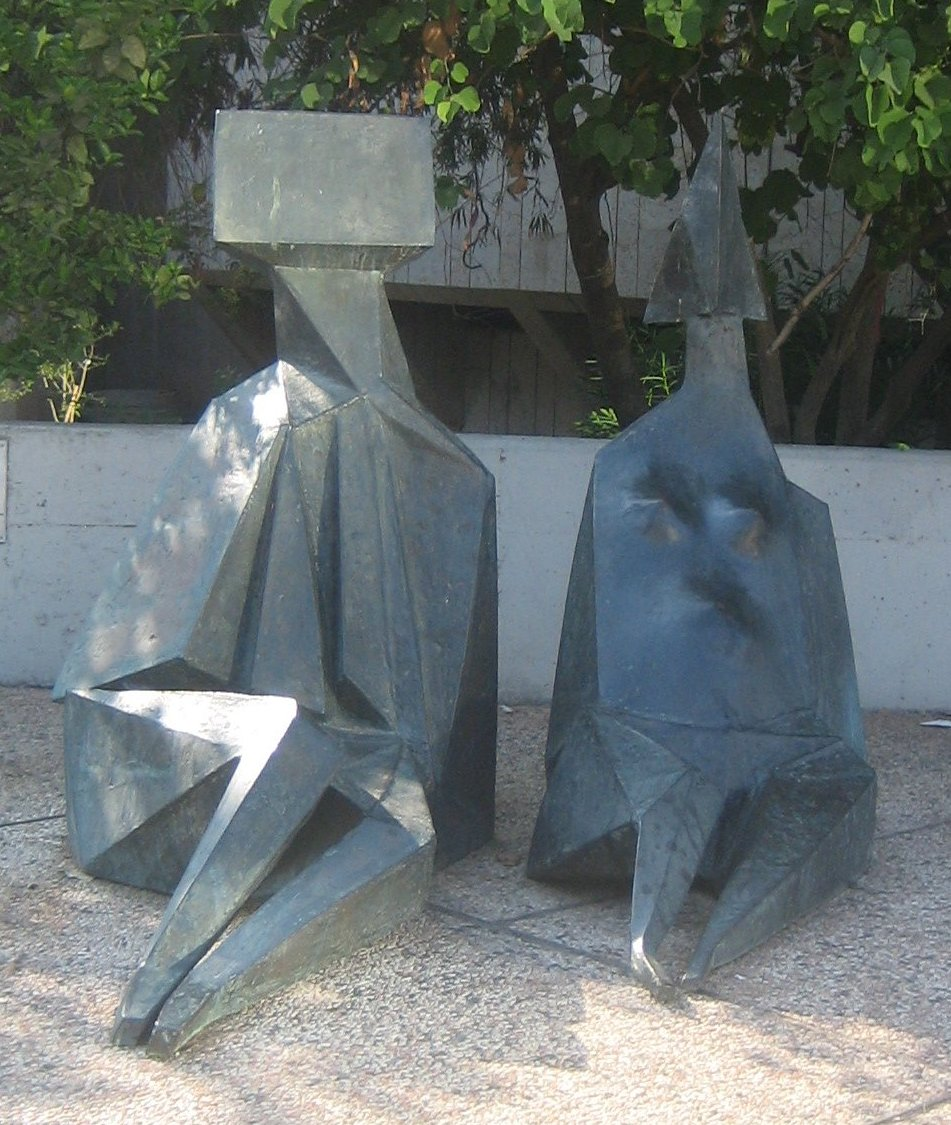
Two Seated Figures, Bronzeskulptur von 1973 in Tel Aviv

Lynn Russell Chadwick, CBE (* 24. November 1914 in London, Großbritannien; † 25. April 2003 in Stroud, Gloucestershire) war ein britischer Bildhauer.
Lynn Chadwick ist bekannt für seine Skulpturen aus verschweißten Eisenteilen, die er auch als Mobiles fertigte. Seine Arbeiten zeigen dabei Anklänge an die Kunst von Alexander Calder.

## Leben
Auf der Eliteschule Merchant Taylor's School in Northwood, Middlesex erhielt Lynn Chadwick eine Architekturausbildung. Nach dem Schulabschluss ging er auf Studienreise nach Frankreich. In den Jahren 1933 bis 1939 arbeitete er als Zeichner für verschiedene Londoner Architektenbüros. Während des Zweiten Weltkriegs war er Pilot der Britischen Marineluftwaffe.
Seine ersten künstlerische Schritte begann Chadwick mit Zeichnungen (er arbeitete nach dem Krieg als selbstständiger Zeichner), mit Aquarell- und Ölmalerei. Von 1946 bis 1952 war er selbstständiger Designer für Textilien, Möbel und Architektur. Er wurde finanziell unabhängig, begann mit Skulpturkonstruktionen zu experimentieren und sich ausschließlich der Bildhauerei zu widmen. Seine ersten Skulpturen fertigte er nach Kriegsende. 1947 arbeitete er mit dem Architekten Rodney Thomas zusammen, der großen Einfluss auf ihn hatte. Im Jahr 1948 beteiligte sich Chadwick mit seinen skurrilen Skulpturen erstmals an einer Ausstellung, 1949 stellte er in der Galerie von Charles und Peter Gimpel in London aus. Seine erste Einzelausstellung fand im Jahr 1950 statt. Ab 1951 schuf Chadwick zahlreiche Auftragsarbeiten, u. a. ein Mobile und ein Stabile für das Festival of Britain.
1952 stellte er im britischen Pavillon auf der Biennale in Venedig aus. 1953 erhielt sein Denkmal des unbekannten politischen Gefangenen den 3. Preis bei einem internationalen Wettbewerb. Seither erlangten seine Skulpturen wachsende internationale Aufmerksamkeit, er war mehrfach Teilnehmer der Biennale von Venedig und der documenta in Kassel.
Lynn Chadwick erhielt weitere internationale Preise und Auszeichnungen, unter anderem im Jahr 1956 in Venedig den Biennale Grand Prix für Bildhauerei. 1959 wurde er in Padua mit dem 1. Preis beim Concorso Internazionale del Bronzetto ausgezeichnet. 1960 war er Gewinner der internationalen Ausstellung von Zeichnungen und Radierungen in Lugano. Im Jahr 1964 ernannte Königin Elisabeth II. Lynn Chadwick zum Commander of the British Empire. 1985 erhielt er den Ordre des Arts et des Lettres des französischen Kultusministeriums. 1995 wurde er assoziiertes Mitglied in die Académie royale des Sciences, des Lettres et des Beaux-Arts de Belgique (Classe des Beaux-Arts) aufgenommen.
Seine anfangs harten metallischen Tier-ähnlichen Skulpturen wurden im Verlauf seines künstlerischen Schaffen weicher und dem Menschen ähnlicher. In Lypiatt Park, Stroud, Gloucestershire, ließ sich Lynn Chadwick nieder und richtete dort einen Skulpturenpark ein. Er starb in seinem Wohnort im Jahr 2003.

## Werke
Lynn Chadwicks Skulpturen bestehen vorwiegend aus zusammengeschweißten Eisenteilen. Frühe Arbeiten zeigen stilistische Ähnlichkeiten zu Skulpturen von Alexander Calder, verfolgen aber in der Konzeption eher ein architektonisches als ein plastisches Prinzip. Um 1950 vereinten Lynn Chadwicks Mobiles und Stabiles sowohl statische als auch bewegliche Elemente. Als einer der bedeutenden figürlichen Bildhauer der Nachkriegszeit in Großbritannien strebte er eine Synthese abstrakter und figürlicher Komponenten an. Die Werke der frühen 1950er Jahre, die in ihrer Grundauffassung abstrakt sind, erinnern an insektenähnliche Konfigurationen, aber auch an totemartige Objekte. Im oberen Bereich überwiegend massiv, stehen sie auf fragilen, dünnen Beinen. Die Arbeiten der 1970er Jahre sind oft abstrakte Figurenpaare, deren konstruktive Grundauffassung von wenigen menschlichen Körperteilen unterbrochen wird. Die Massivität der Skulpturen wird durch Elemente, die nach oben oder zur Seite hinausragen, aufgehoben.

## Ausstellungen (Auswahl)
| - 1952: Teilnehmer der Biennale von Venedig - 1955: Teilnehmer der documenta 1 in Kassel - 1956: Teilnehmer der Biennale von Venedig - 1959: Teilnehmer der documenta 2 in Kassel - 1960: Ausstellung zusammen mit Kenneth Armitage, Kestner-Gesellschaft, Hannover - 1964: Teilnehmer der documenta 3 in Kassel - 1996: Gimpel Fils in London - 1998: Solomon Gallery in Dublin - 1999: Teilnehmer der Biennale von Venedig - 2000: Buschlen Mowatt Gallery, Vancouver | - 2002: James Hyman Fine Art, London - 2002: Galleria M´ARTE, Mailand - 2002: Blast to Freeze, Kunstmuseum Wolfsburg - 2003: Skulptur – von der Stabilität zur Mobilität, Galerie am Lindenplatz in Vaduz - 2003:Lynn Chadwick, Tate Britain in London - 2004: Hommage à Picasso – 50 Künstler, Galerie Wolfgang Exner, Wien - 2004: Lynn Chadwick. Sculpture Osborne Samuel / Scolar Fine Art, London - 2005: Summer Show Marlborough Gallery, New York - 2019, Mai–September: Biester der Zeit zeitgleich im Haus am Waldsee und im Georg-Kolbe-Museum, Berlin; Ausstellung einzelner Chadwick-Werke |